# Grzegorz Bonk
Grzegorz Bonk (ur. 26 stycznia 1977 w Katowicach) – polski piłkarz występujący na pozycji pomocnika, wychowanek Górnika Zabrze. Rozegrał 196 meczów w Ekstraklasie, w których zdobył 13 bramek.
Reprezentował również barwy Ruchu Radzionków, Wisły Płock, Widzewa Łódź, Ruchu Chorzów, Rozwoju Katowice, Kolejarza Stróże oraz Energetyka ROW Rybnik.